# 沙湾大桥
沙湾大桥是位于广州市番禺大道上的一座大桥，位于番禺大道北（111省道）上。该桥连接番禺区的桥南街道和南沙区的东涌镇，由新旧两桥组成。全长1186米，因北岸原属于沙湾镇及橫跨珠三角航道沙湾水道而得名。旧桥于1987年12月30日正式通车，是当时省内最长的公路桥，采用汽车-20级，挂车-100荷载标准；新桥于1994年建成，采用汽车-超20级，挂车-120荷载标准。

## 收费问题
沙湾大桥旧桥建成后，自1988年起收费。1999年，经省物价局批准，沙湾大桥与南沙大道并站收费，并延长收费期限至2016年。超出根据《中华人民共和国收费公路管理条例》所规定的最长收费年限（25年），因此备受争议。
2013年省交通厅公布的“56号文”中公布了31个自7月1日起取消收费的公路项目，其中也包括沙湾大桥，但实际情况是，沙湾大桥收费站在7月1日后仍继续收费，相关部门的解释是，因为沙湾大桥收费站还捆绑了其他收费项目（但并未详细指明是什么项目）。7月11日零点，沙湾大桥正式“暂停”（实际终止）收费。